# Gressingham
Gressingham är en ort och civil parish i Storbritannien.   Den ligger i grevskapet Lancashire och riksdelen England, i den centrala delen av landet, 300 km nordväst om huvudstaden London. Gressingham ligger 47 meter över havet och antalet invånare är 153.
Terrängen runt Gressingham är platt åt nordväst, men åt sydost är den kuperad. Runt Gressingham är det ganska tätbefolkat, med 214 invånare per kvadratkilometer. Närmaste större samhälle är Morecambe, 14,6 km väster om Gressingham. Trakten runt Gressingham består i huvudsak av gräsmarker.